# کارولینا تورنکونی
کارولینا تورنکونی (ایتالیایی: Carolina Tronconi; ۲۲ مهٔ ۱۹۱۳ – ۱۱ فوریهٔ ۲۰۰۸) ژیمناست هنری اهل ایتالیا بود.